# LATAM航空グループ

LANとTAMの就航地

LANとTAMのロゴ

LATAM航空グループS.A.(LATAM Airlines Group S.A.)は、チリの法律に基づき設立された、サンティアゴ、チリに本社を置く南米の航空持ち株会社である。

## 概要
グループは、アルゼンチン、コロンビア、エクアドル、パラグアイ、ペルーの子会社と共に、サンパウロ、ブラジルにオフィスを構えている。LATAM航空は、ラン航空とTAM航空の合併から生じた法人である。
航空会社は、2010年8月13日に非拘束力の契約を締結し、2011年1月19日に拘束力のある契約を締結した。そしてTAM航空の株主はラン航空による買収に合意し、2012年6月22日に合併を終了した。ラン航空の元最高経営責任者（CEO）エンリケ・クエト（Enrique Cueto）は、LATAMの最高経営責任者（CEO）になり、TAM航空の元副会長 Mauricio Rolim Amaro は、LATAMの会長になった。
合併後も、2つの航空会社は、独立した統一デザインおよび証明書で運営していた。しかし、2015年8月からは、2つの航空会社はLATAMとして完全にブランドをリニューアルすることが発表された。2018年までにカラーリングがすべての航空機が統一される。新しいLATAMのカラーリングに再塗装された航空機または納入された航空機は、2016年春に登場予定である。
当グループは元ラン航空が加盟していたワンワールドに加盟していたが、2019年10月にデルタ航空が当社株式の20%を取得することに伴い、2020年5月1日にワンワールドを脱退し、脱退後はデルタ航空と同じスカイチームに移籍するものと見られていたが、新型コロナウィルス流行により20年4月に事業を95％削減すると表明し、同年5月26日に連邦倒産法第11章に基づく会社更生手続きを申請し破綻した。破産法が適用され、債権者への支払いと事業再建に向けた計画をまとめる間、業務継続され、減便しながら運航を続けており、ワンワールドに所属するカタール航空を含む株主から、つなぎ融資「DIPファイナンス」最大9億ドル（約970億円）の融資を確保していると発表した。
南アメリカ大陸におけるLATAMのライバル会社としては、アビアンカ航空、コパ航空、アルゼンチン航空、ゴル航空、およびアズールブラジル航空などである。

## 政府の承認
LATAMを確立するための合意は11個の制限付きで、2011年9月21日にチリ当局によって承認された。これらには以下を含む。
ブラジルのグアルーリョス国際空港からサンティアゴチリのアルトゥーロ・メリノ・ベニテス国際空港への就航に興味がある競合他社へ4個の発着枠を転送すること。
ワンワールドやスターアライアンスのいずれかの航空連合のメンバーシップを放棄すること。
ブラジルとチリの間のフライトでは容量の増加を制限すること。
興味を持つ競合他社とのコードシェアやfidelity program membershipへの可能性を開くこと。
2011年12月14日、チリ当局と同様の制限を課すことで、ブラジル当局は合意を承認した。LATAMでは2012年8月までに同盟関係を選択する必要がある。また、サンパウロ、サンティアゴデチリ間の就航数を減らさなければならない。当時、TAMが2往復、LANは4往復あった。LANは、それらを使用することに興味を持っていた競合他社に2往復を譲らなければならなかった。2013年3月7日、LATAMは航空連合としてワンワールドを選択する最終的な決定を発表した。結果として、TAMは2014年度の第2四半期にスターアライアンスを脱退した。

## 株主
株主構成（2022年12月30日）
| 株主                     | パーセンテージ |
| ------------------------ | -------------- |
| en:Banco de Chile        | 59.64%         |
| デルタ航空               | 10.03%         |
| カタール航空             | 10.02%         |
| en:Banco Santander Chile | 9.00%          |
| その他                   | 11.31%         |

## グループ航空会社

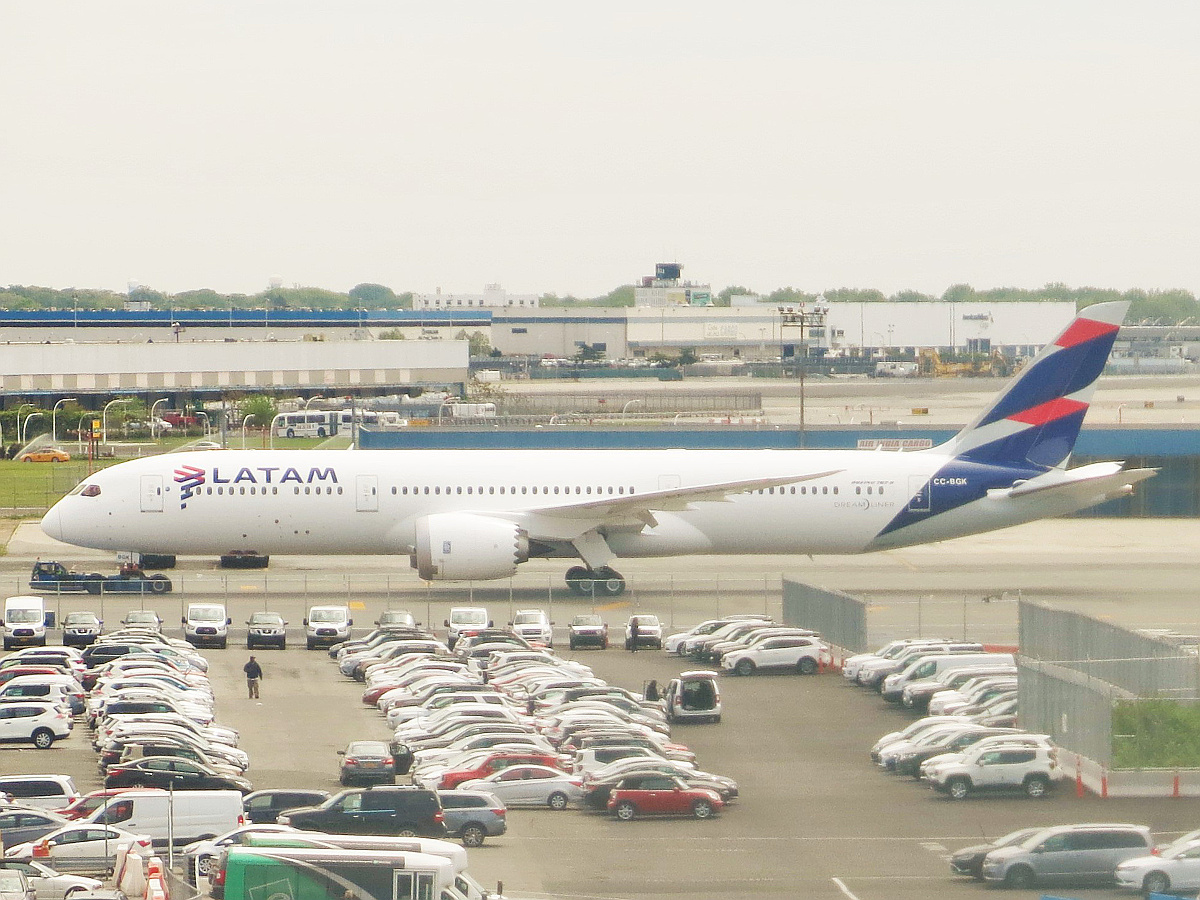
LATAM チリ（LATAM航空グループファミリー）の塗装。ボーイング787-9。2016年5月撮影。

LATAMグループの航空会社は次の通りである:
- ブラジル : LATAM ブラジル、LATAMカーゴ・ブラジル（英語版）
- チリ : LATAM チリ、LATAMカーゴ・チリ（英語版）
- コロンビア : LATAM コロンビア、LATAMカーゴ・コロンビア（英語版）
- エクアドル : LATAM エクアドル
- パラグアイ : LATAM パラグアイ（英語版）
- ペルー : LATAM ペルー

### かつてのグループ会社
- アルゼンチン : LATAM アルヘンティナ（運航停止）
- メキシコ : LATAMカーゴ メキシコ（英語版） （グループから離れ、マス・エア（英語版）へと名称変更）
- ウルグアイ : エアクラス航空（英語版）（グループから離れた）

## 機材・運営
2025年現在、300機超の旅客機と貨物機を保有している。2012年末、LATAMは合計65万人の乗客を輸送した。

### 現在の保有機材
| 機材                     | 運用数 | 発注数 | 座席数 | 座席数 | 座席数 | 座席数 | 備考                                                 |
| 機材                     | 運用数 | 発注数 | J      | W      | Y      | 合計   | 備考                                                 |
| ------------------------ | ------ | ------ | ------ | ------ | ------ | ------ | ---------------------------------------------------- |
| エアバスA319-100         | 39     | -      | -      | -      | 144    | 144    |                                                      |
| エアバスA320-200         | 135    | -      | -      | -      | 180    | 180    |                                                      |
| エアバスA320neo          | 42     | 7      | -      | -      | 180    | 180    |                                                      |
| エアバスA321-200         | 49     | -      | -      | -      | 220    | 220    |                                                      |
| エアバスA321-200         | 49     | -      | -      | -      | 224    | 224    |                                                      |
| エアバスA321neo          | 15     | 69     | -      | -      | 224    | 224    |                                                      |
| エアバスA321XLR          | -      | 10     | 未定   | 未定   | 未定   | 未定   | うち5機をリース導入 2025年より導入予定               |
| ボーイング767-300ER      | 9      | -      | 20     | -      | 211    | 231    |                                                      |
| ボーイング767-300ER      | 9      | -      | 20     | -      | 213    | 233    |                                                      |
| ボーイング767-300ER      | 9      | -      | 20     | -      | 218    | 238    |                                                      |
| ボーイング777-300ER      | 10     | -      | 38     | 50     | 322    | 410    |                                                      |
| ボーイング787-8          | 10     | -      | 30     | -      | 217    | 247    | 2026年までに271席仕様に改修予定                      |
| ボーイング787-8          | 10     | -      | 20     | -      | 251    | 271    | 2026年までに271席仕様に改修予定                      |
| ボーイング787-9          | 27     | 19     | 30     | 57     | 216    | 303    | 2026年までにうち14機客室改修予定 5機のオプション付き |
| ボーイング787-9          | 27     | 19     | 30     | -      | 270    | 300    | 2026年までにうち14機客室改修予定 5機のオプション付き |
| ボーイング787-9          | 27     | 19     | 30     | -      | 283    | 313    | 2026年までにうち14機客室改修予定 5機のオプション付き |
| LATAM カーゴ             |        |        |        |        |        |        |                                                      |
| ボーイング767-300ER(BCF) | 13     | -      | 貨物   | 貨物   | 貨物   | 貨物   |                                                      |
| ボーイング767-300F       | 7      | -      | 貨物   | 貨物   | 貨物   | 貨物   |                                                      |
| 合計                     | 356    | 105    |        |        |        |        |                                                      |

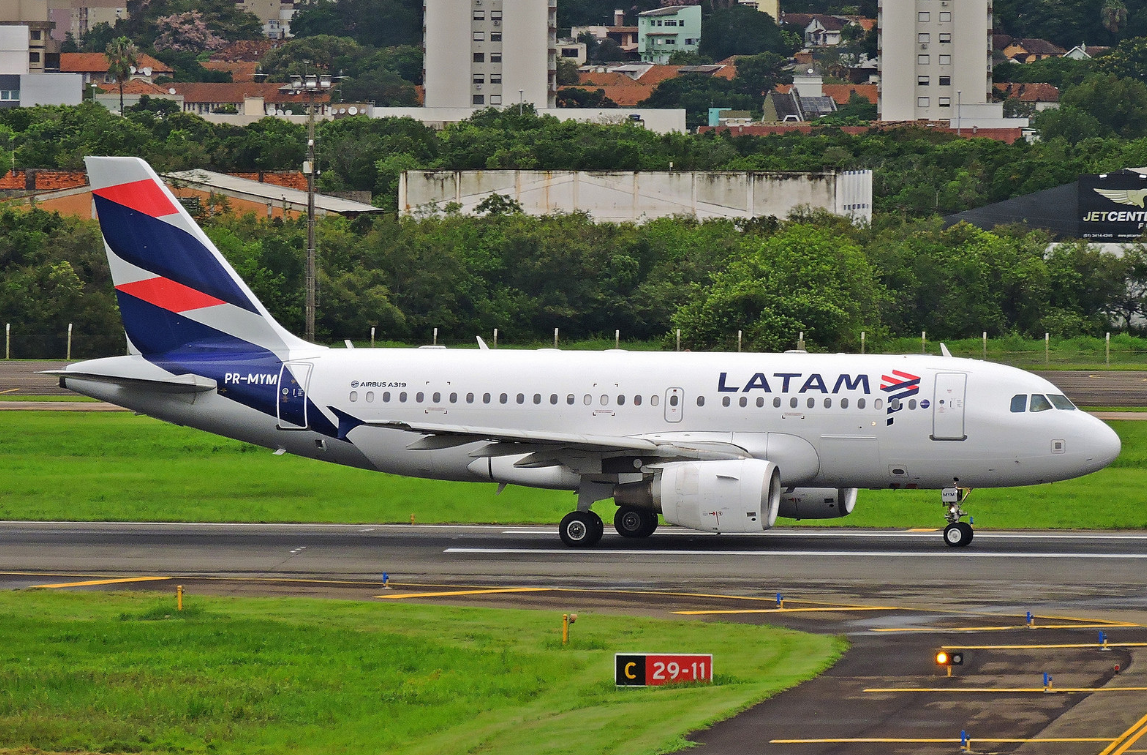
エアバスA319-100
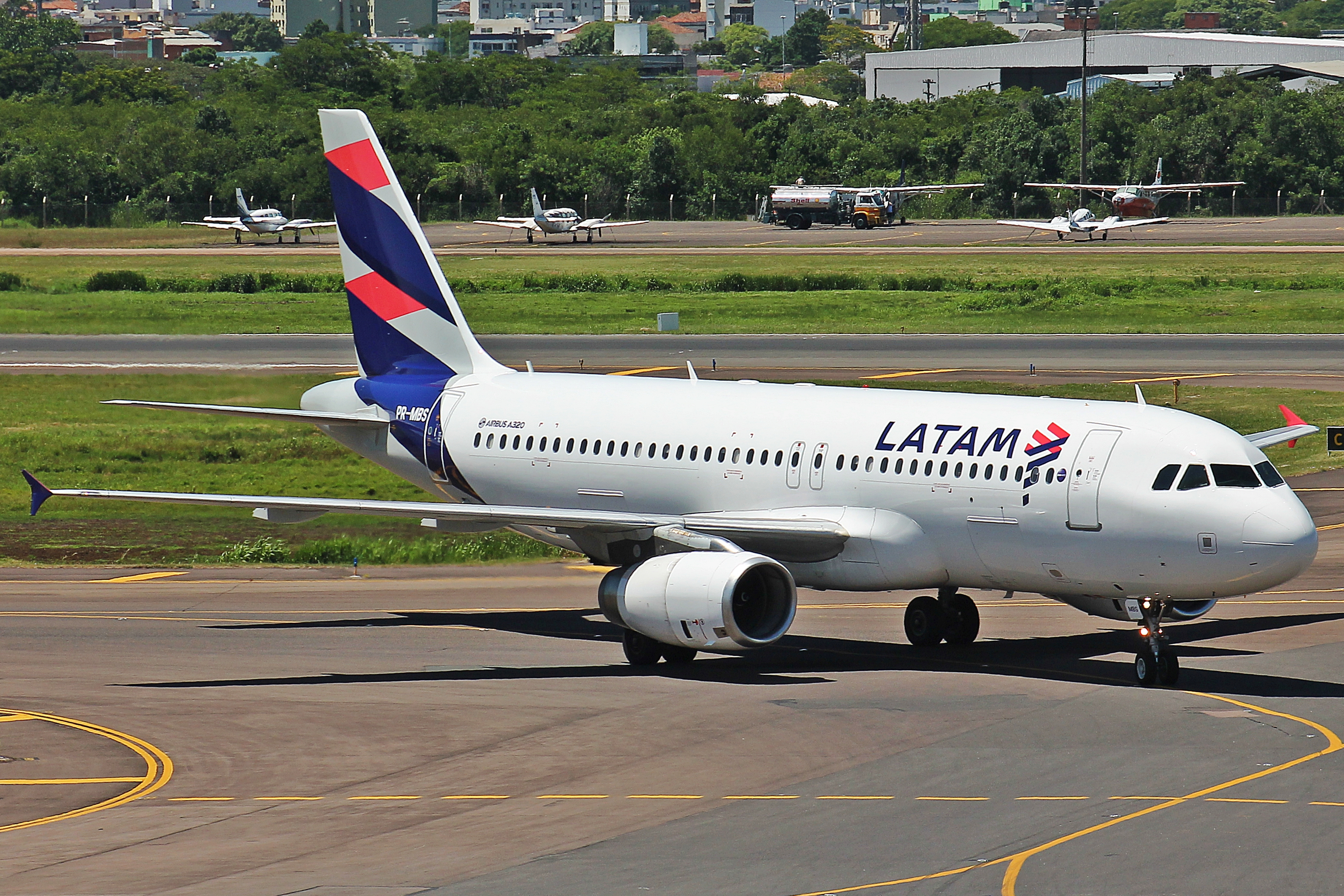
エアバスA320-200
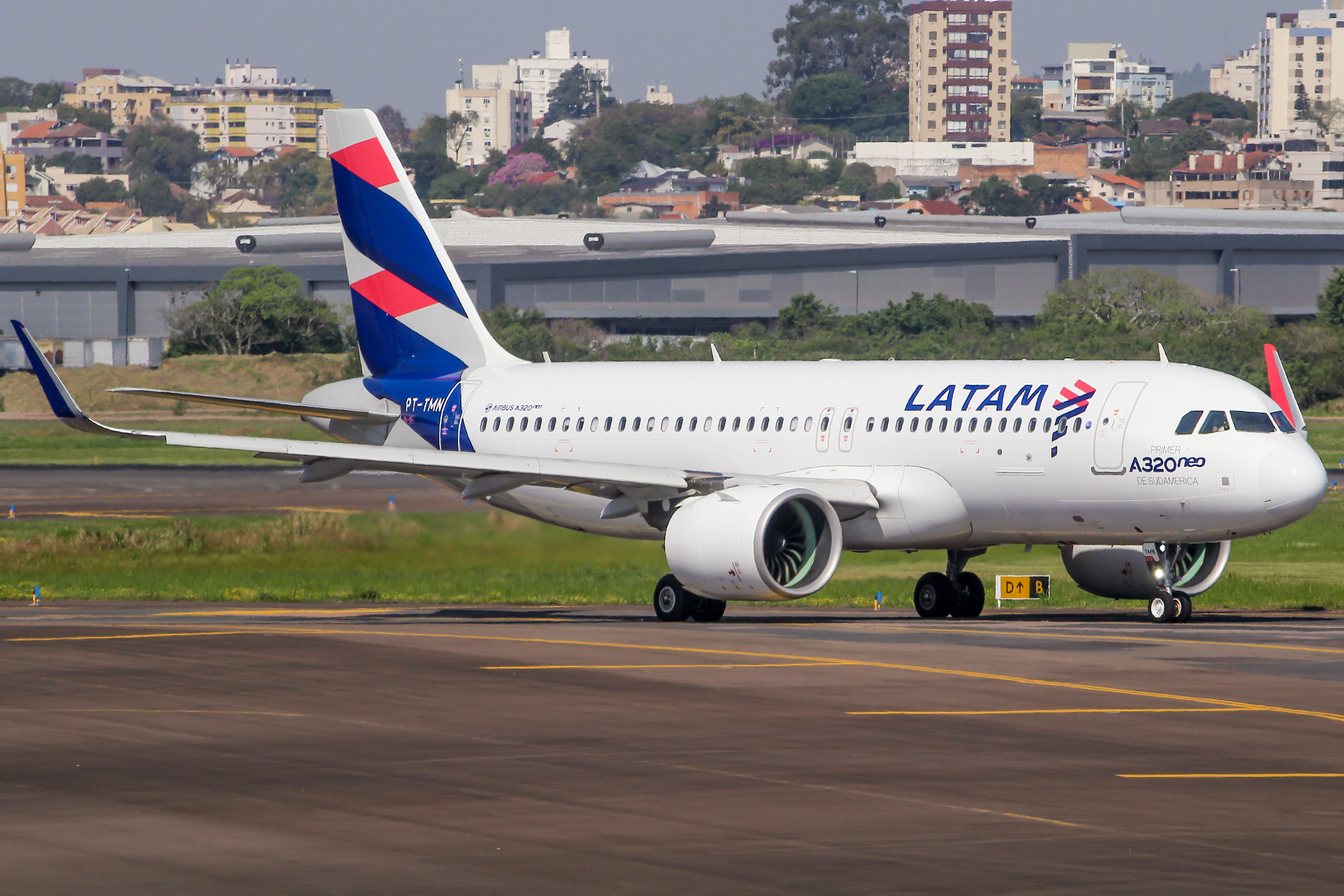
エアバスA320neo
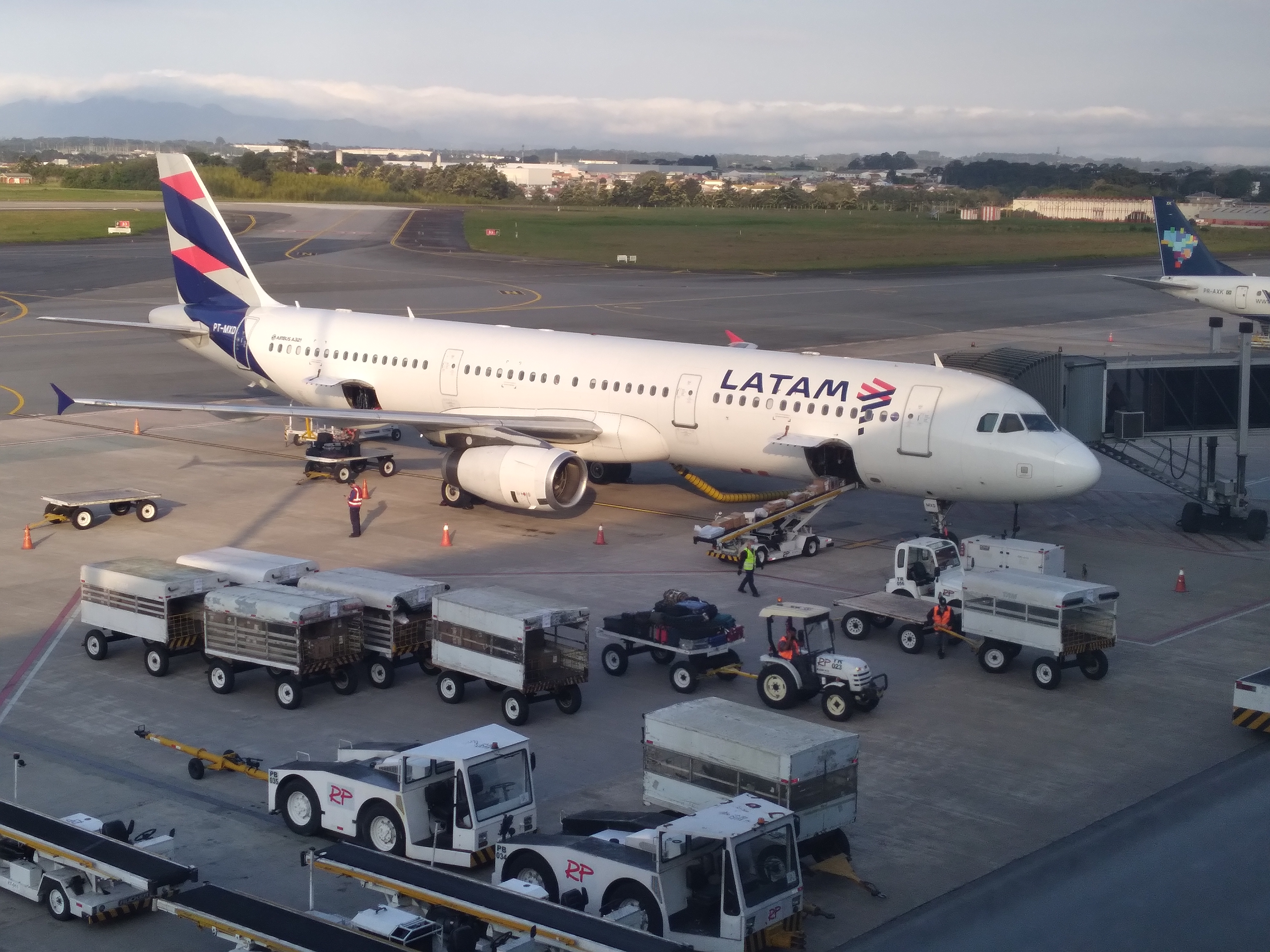
エアバスA321-200
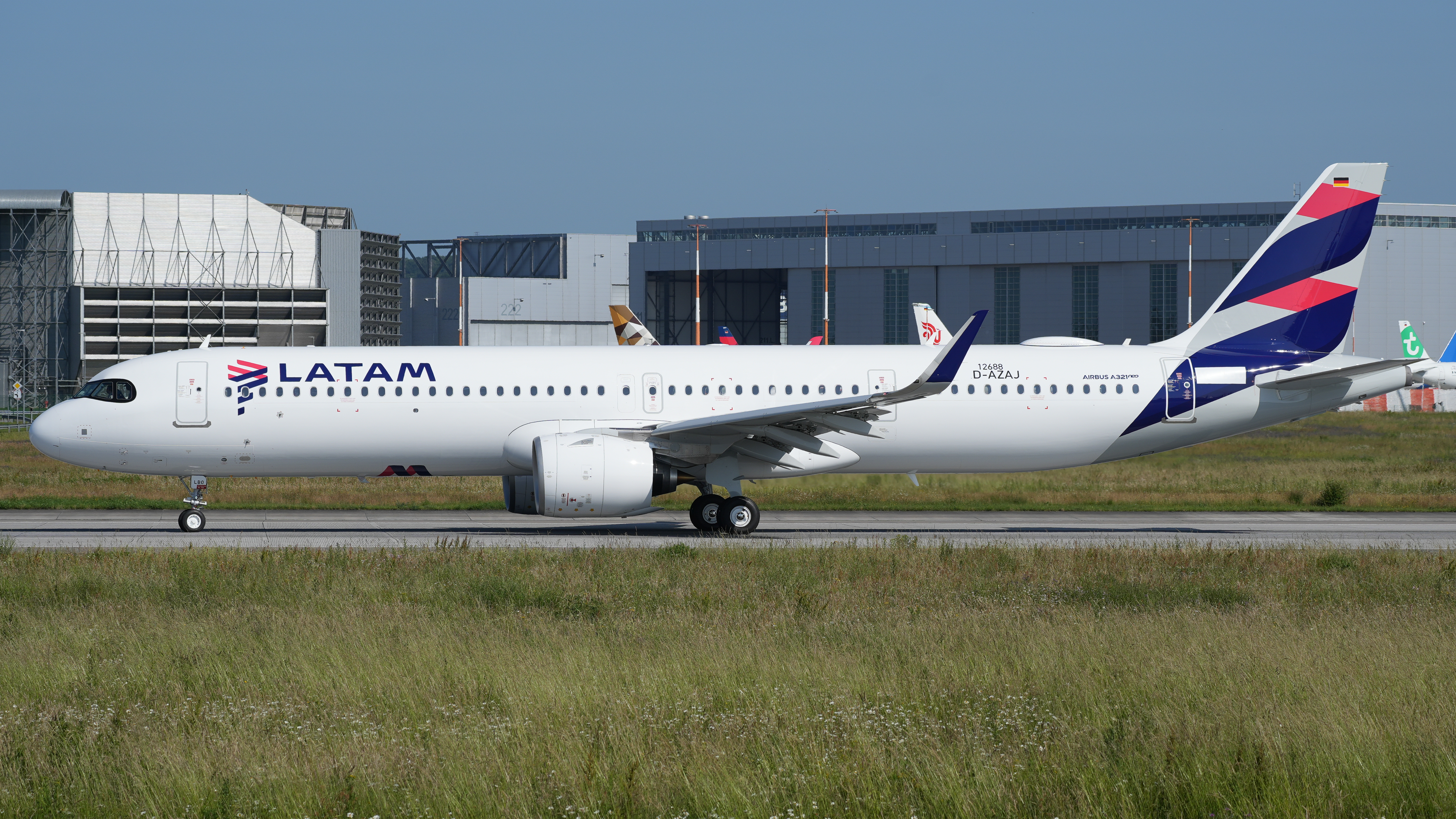
エアバスA321neo
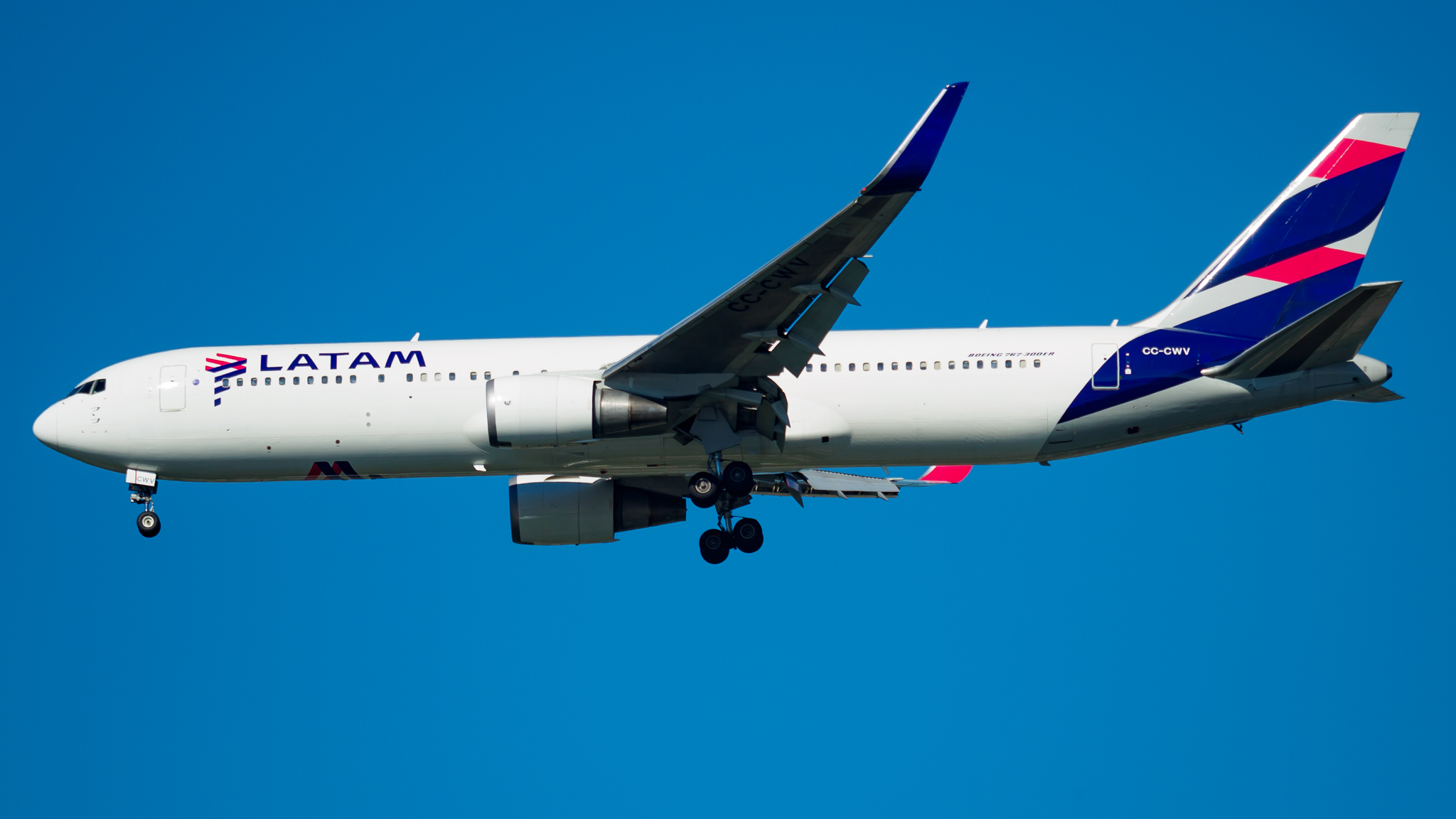
ボーイング767-300ER
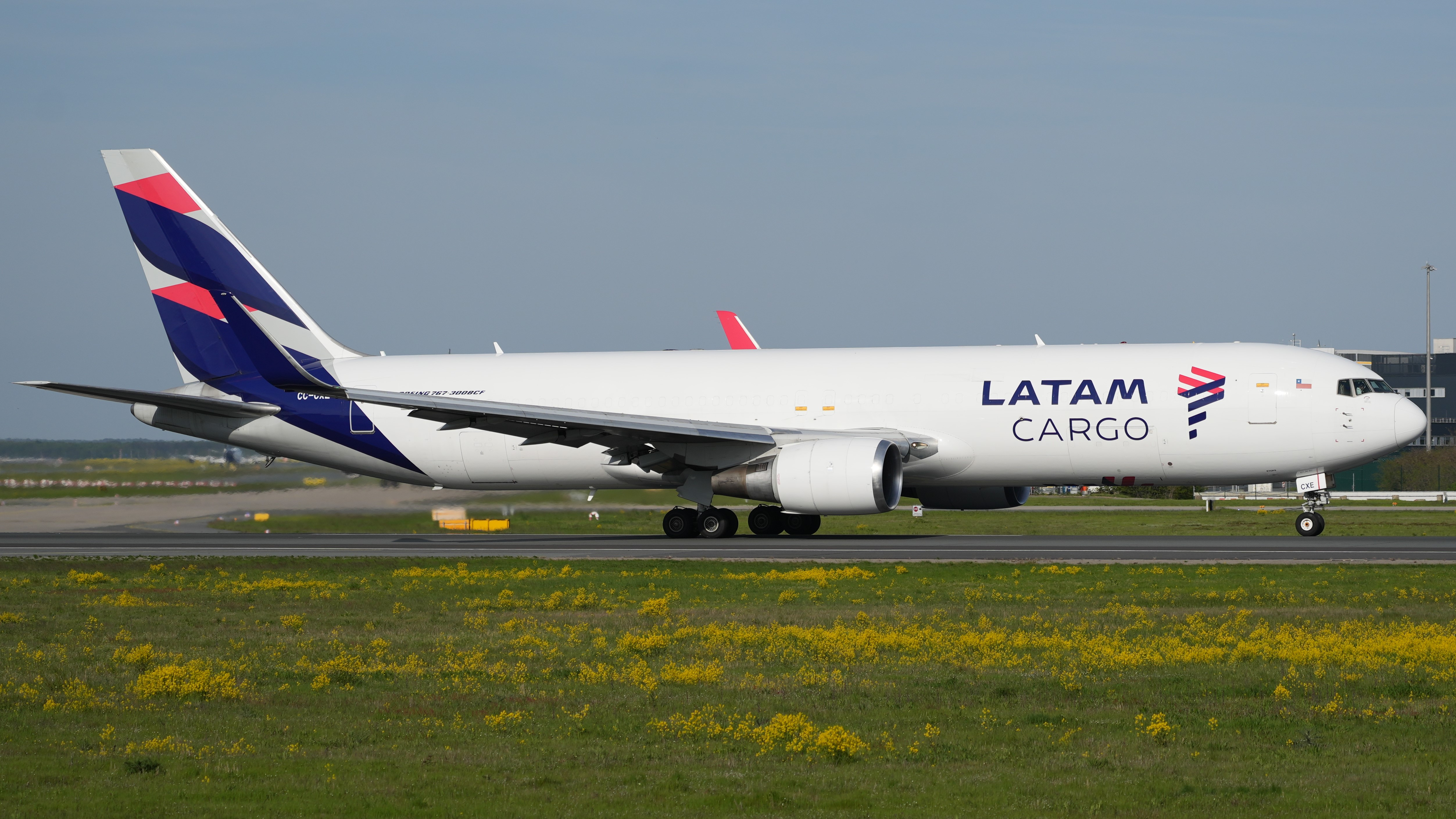
ボーイング767-300ER(BCF)
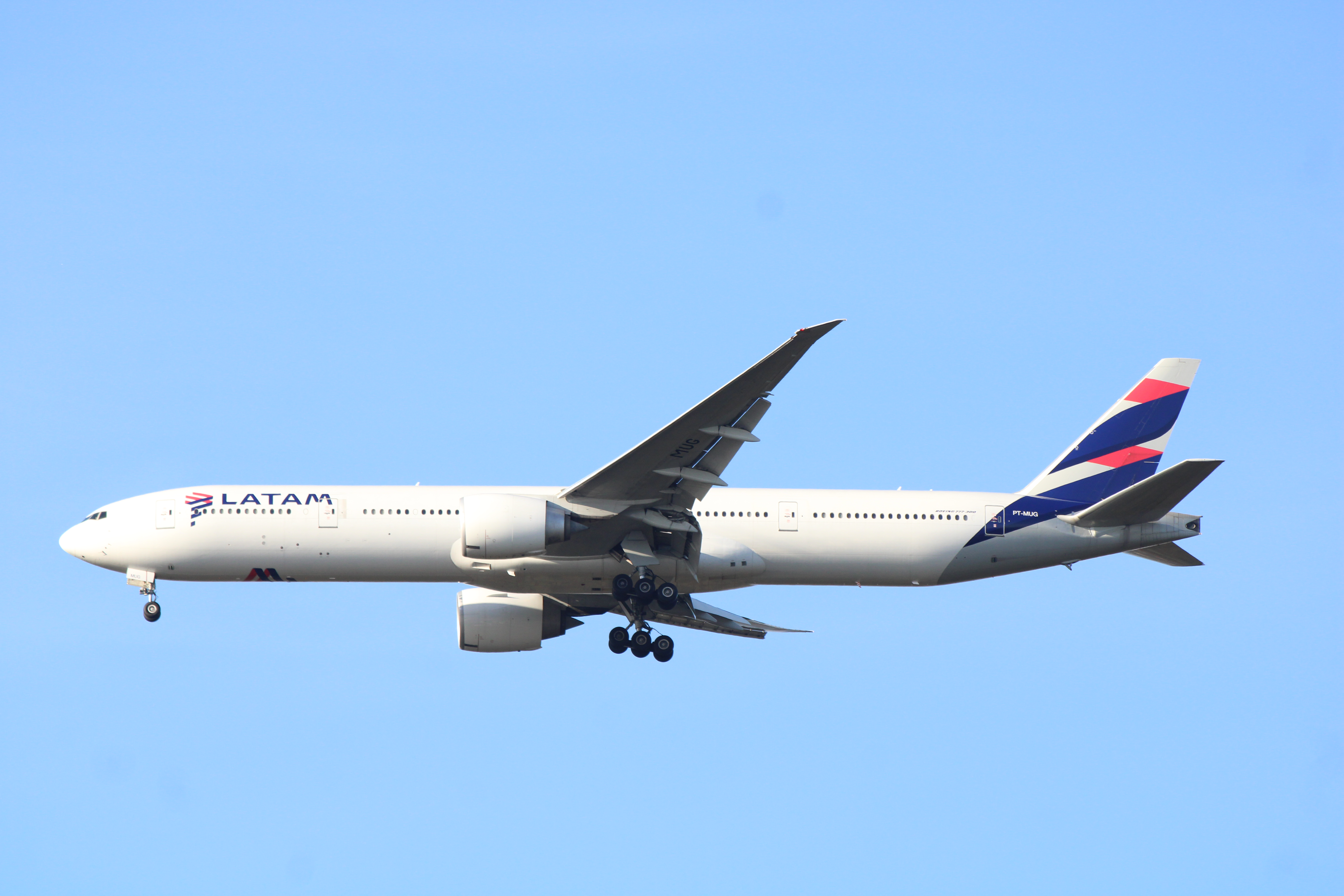
ボーイング777-300ER
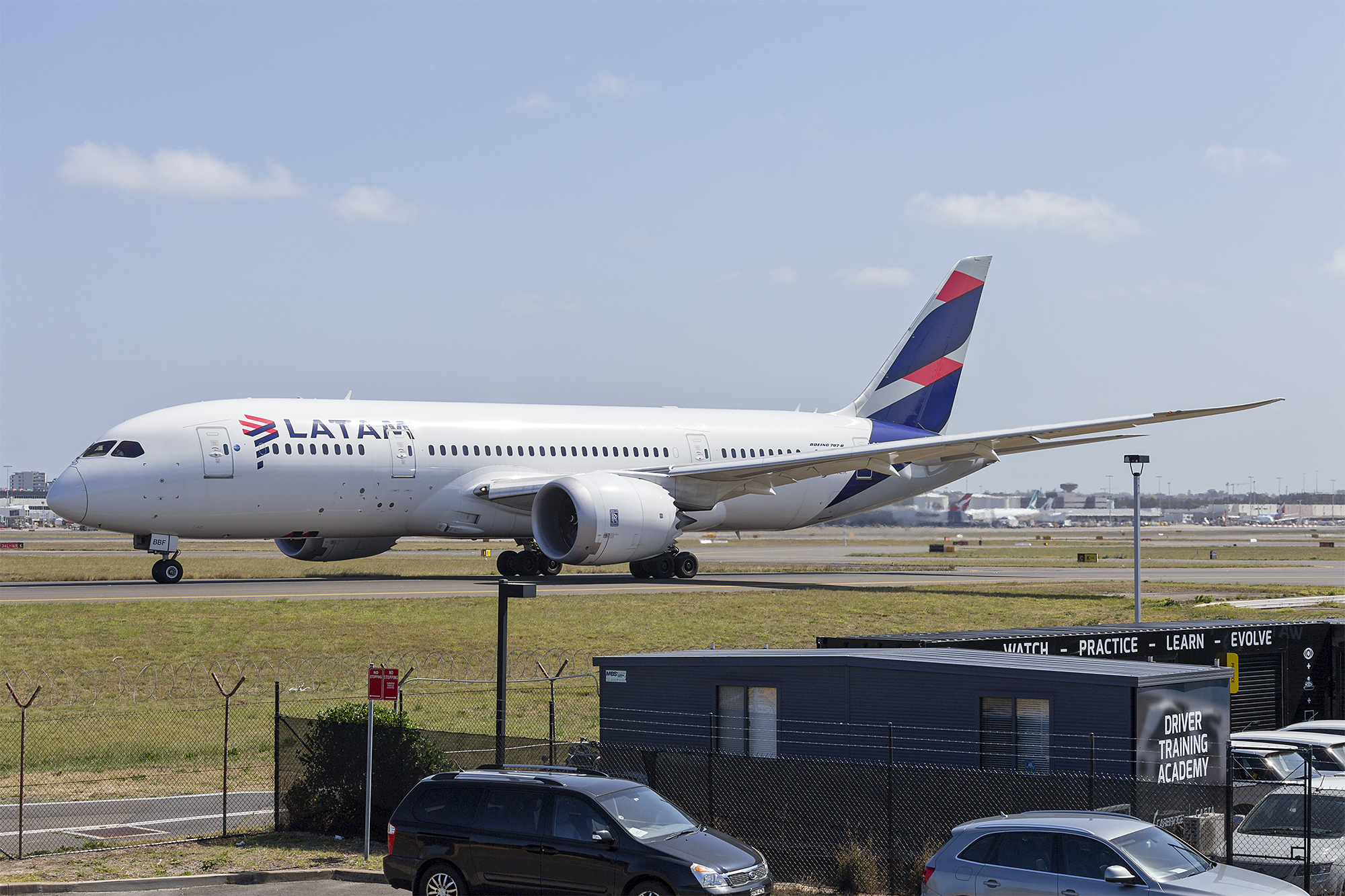
ボーイング787-8
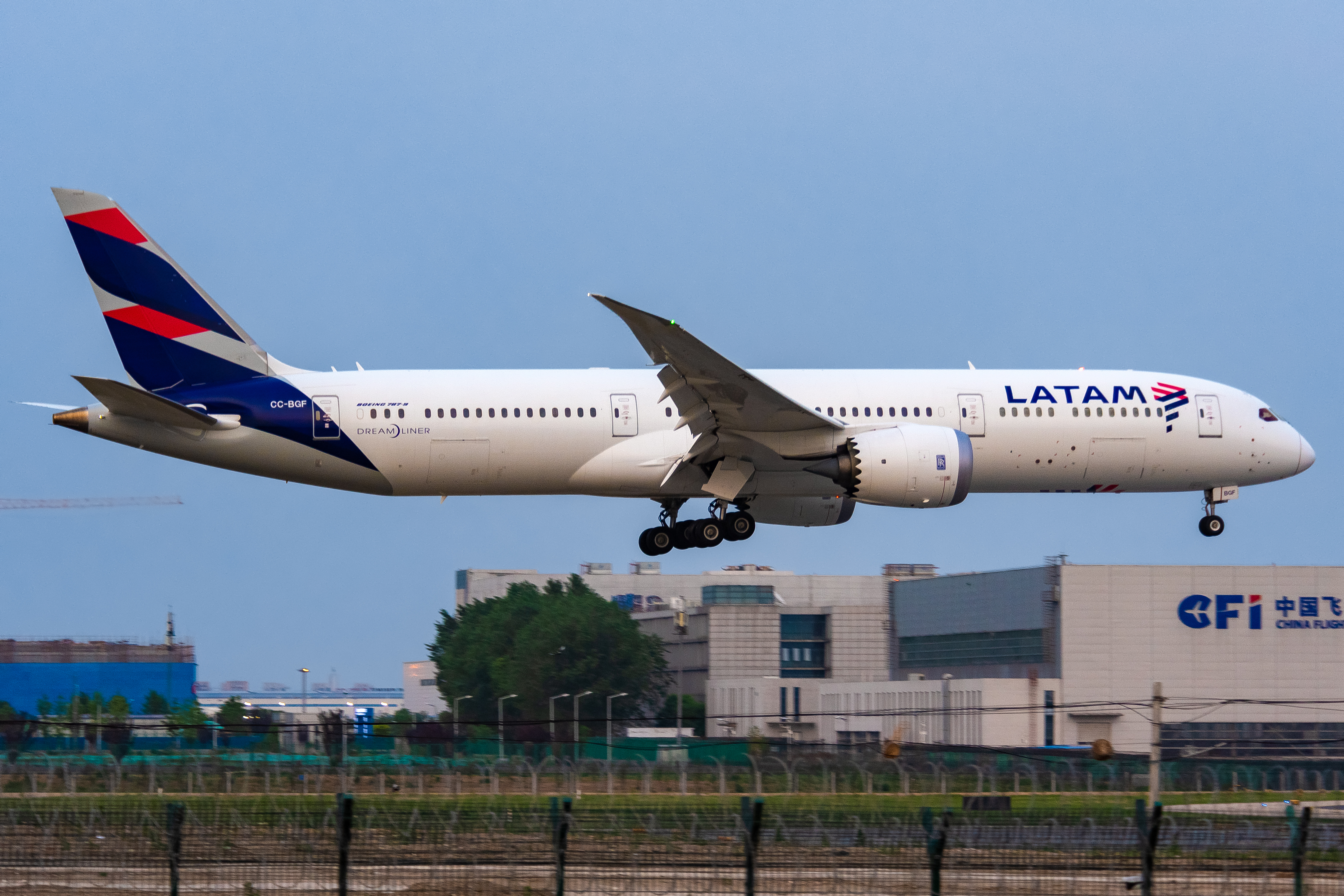
ボーイング787-9

### 過去の保有機材

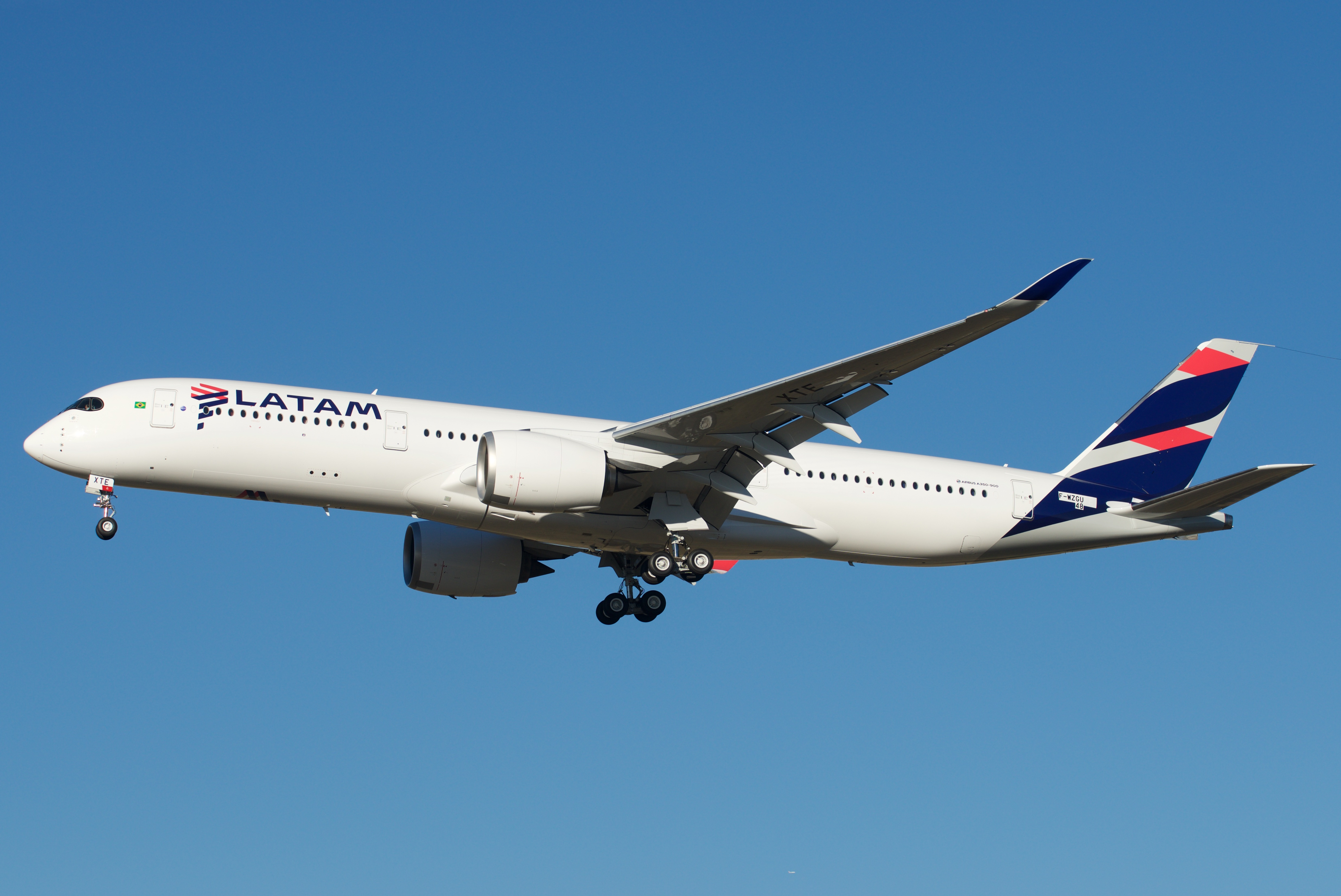
エアバスA350-900
- ボーイング777-200ER/777F

- エアバスA350-900

## LATAM Pass
LATAM航空グループはLATAM Passというマイレージサービスを実施している。マイレージを貯めるには、LATAM航空グループの各航空会社かワンワールドに加盟している航空会社を利用することが必要である。 
LATAM Passは五つのカテゴリーに分かれている。
- LATAM Pass (一般会員)
- LATAM Gold (ワンワールド・ルビー)
- LATAM Platinum (ワンワールド・サファイア)
- LATAM Black (ワンワールド・エメラルド)
- LATAM Black Signature (ワンワールド・エメラルド)